# Бојан Ђорђевић (фудбалер)
Бојан Ђорђевић (рођен 5. априла 1984. у Нишу) је српски фудбалер. Последњи клуб за који је наступао је био Раднички из Ниша.